# Ху Вэйюн
Ху Вэйюн (胡惟庸; ? — 6 марта 1380) — китайский политик, последний канцлер династии Мин с 1373 по 1380 год. Ху был главным членом фракции «Заслуженная группа Хуайси», позже был обвинен в попытке восстания и, таким образом, казнен Чжу Юаньчжаном. Более 30 000 человек были замешаны в этом деле и казнены в рамках четырёх крупных дел ранней династии Мин. Вместе с другими членами его клики их преступления были собраны в книге под названием Чжаоши Цзяньдан Лу (昭示奸黨錄;«Летопись, провозглашающая вероломную клику») по приказу императора. Кроме того, его биография возглавила Биографии вероломных придворных, Историю династии Мин.

## Биография
Ху родился в Динъюанье, Хаочжоу (濠文; ныне часть Чучжоу, провинция Аньхой). В 1363 году Ху передал большое количество военных кораблей Чжу Юаньчжану и встретился с Ли Шаньчаном, начальником производства военных кораблей, и Лю Боуэном. Однажды Лю Боуэн сказал Чжу Юаньчжану, что Ху Вэйюн не должен быть первым министром. Это разозлило Ху Вэйюна, поэтому Ху и Чжу отравили Лю Боуэна. В конце концов, и Ли, и Ху были казнены Чжу Юаньчжаном за попытку узурпации трона.

## Арест и казнь
Канцлер Ху Вэйюн присвоил всю полноту власти себе и брал взятки, проводя чистки среди бесчисленного количества людей, не посоветовавшись с императором, что вызвало гнев других должностных лиц и народа.
Ху Вэйюн был старшим великим советником и администратором; однако с годами масштабы его полномочий, а также участие в нескольких политических скандалах подорвали доверие к нему параноидального императора.
В 1380 году Юнь Ци, подчиненный Ху Вэйюна, доложил Чжу Юаньчжану, что Ху Вэйюн тайно встречался с посланником другой страны, пытаясь поднять мятеж. Четыре дня спустя Чжу Юаньчжан арестовал и казнил Ху Вэйюна и всю его семью по обвинению в государственной измене.
Император вскоре упразднил канцелярию Китая, взяв на себя прямую ответственность за три департамента и шесть министерств. Большой секретариат позже взял на себя ответственность за помощь императору в управлении государством. Когда Чжу Юаньчжан упразднил традиционные должности великого советника, его главным мотивом была предполагаемая попытка Ху Вэйюна узурпировать трон.

## Казнь клики Ху Вэйюна
Используя это как возможность для чистки своего правительства, Чжу Юаньчжан также приказал казнить бесчисленное множество других чиновников, а также их семьи, за связь с Ху. Чистка длилась более десяти лет и привела к более чем 30 000 казням.
Вместе с другими членами его клики, их преступления были собраны в книгу под названием Чжаоши Цзяньдан Лу (昭示奸黨錄; Летопись, провозглашающая вероломную клику), по приказу императора.
В некоторых источниках рассказывается о сомнительных легендах о Ху Вэйюном. Поговаривали, что несколько сталагмитов появились из воды колодца, расположенного во дворе его бывшей резиденции. Более того, могилы его предков светились ночью.